# Karl Landsteiner Privatuniversität für Gesundheitswissenschaften

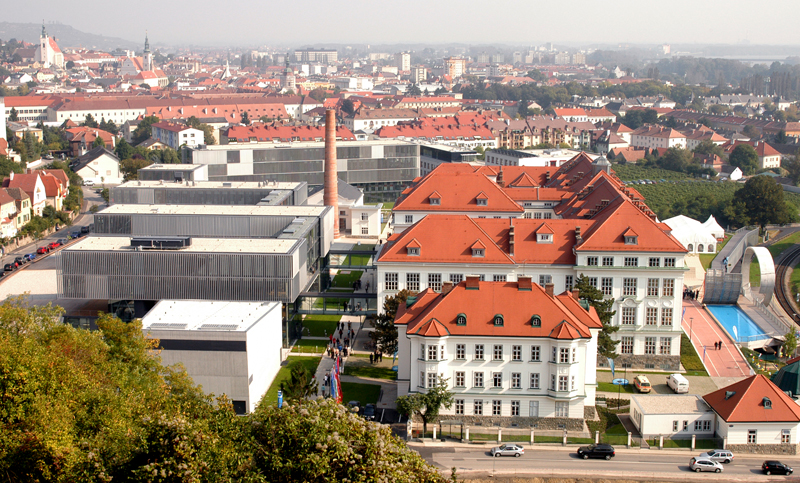
Campus Krems

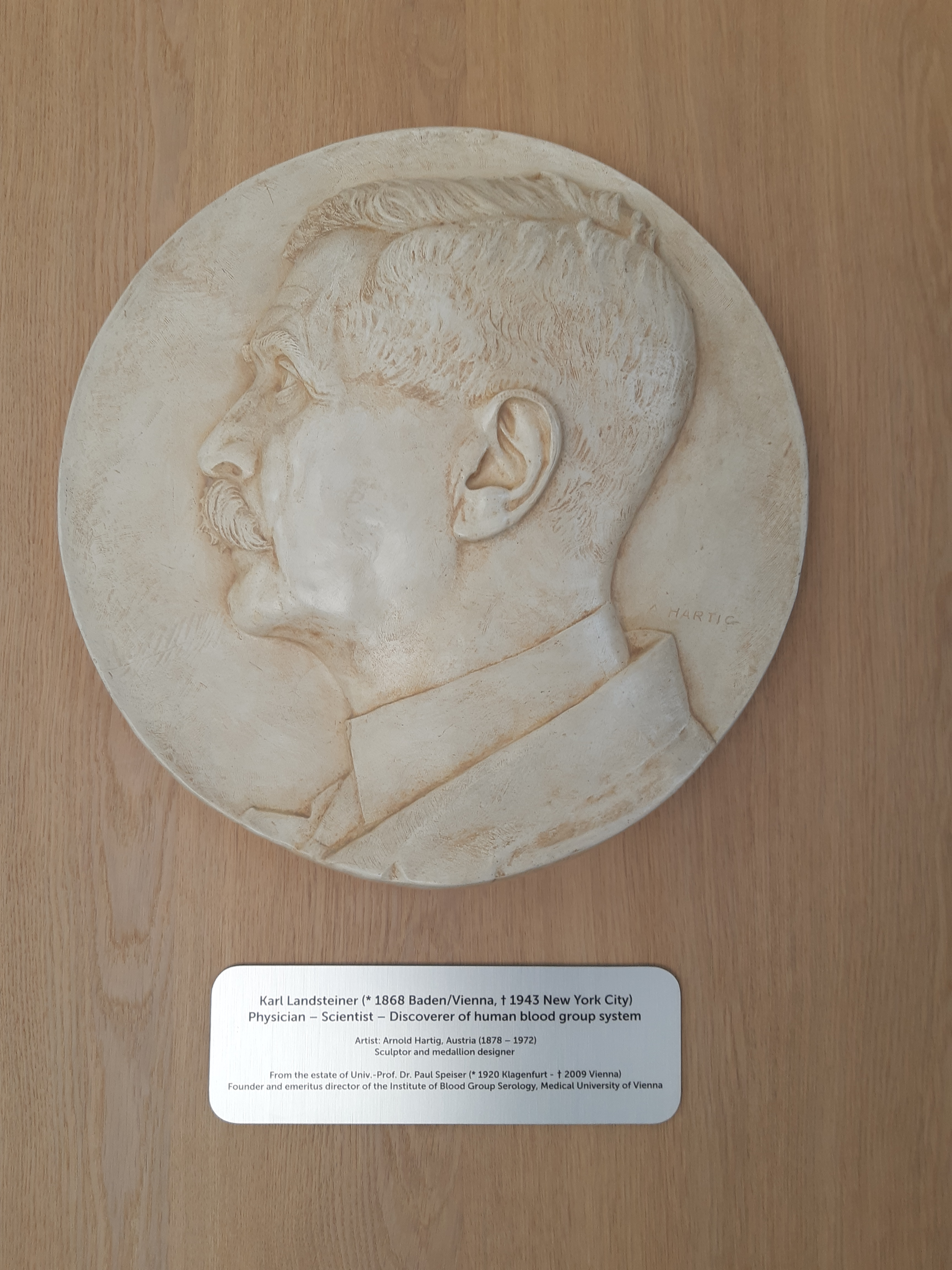
Gedenktafel für Karl Landsteiner an der Universität

Die Karl Landsteiner Privatuniversität für Gesundheitswissenschaften (abgekürzt als KL) ist eine Privatuniversität in Krems an der Donau (Österreich). Sie wurde 2013 gegründet.
Die 24 Universitätskliniken der KL befinden sich am Universitätsklinikum Krems (ca. 460 Betten), am Universitätsklinikum St. Pölten (ca. 1140 Betten) und am Universitätsklinikum Tulln (ca. 440 Betten). Zusätzlich befindet sich die Universitätsklinik für psychosomatische Medizin am Standort Eggenburg.

## Geschichte und Träger
Die Studienangebote wurden Ende November 2013 durch die Agentur für Qualitätssicherung und Akkreditierung Austria (AQ Austria) akkreditiert und mit deren Qualitätssiegel ausgezeichnet.
Träger sind zu gleichen Teilen die Medizinische Universität Wien, die Technische Universität Wien, das Land Niederösterreich sowie MedAustron.
Im Juni 2025 wurde die Anästhesistin Andrea Olschewski als Rektorin und Geschäftsführerin designiert, sie soll ab Februar 2026 die Leitungsfunktionen von Gründungsrektor und Geschäftsführer Rudolf Mallinger übernehmen.

## Studienrichtungen

### Medizin
Das Medizinstudium an der KL besteht aus zwei Studien, dem Bachelorstudium Medical Science und dem Masterstudium Humanmedizin.
Das Bachelorstudium Medical Science ist der erste Teil des Bologna-konformen Medizinstudiums und eröffnet den Zugang zu neuen Berufsfeldern in den Gesundheitswissenschaften. Der Abschluss des BA Medical Science stellt die Voraussetzung für das darauf aufbauende Masterstudium Humanmedizin der KL dar.
Das Masterstudium Humanmedizin ist der zweite Teil des Bologna-konformen Medizinstudiums. Dabei wird allen Absolventen des hauseigenen Bachelorstudiums Medical Science ein Platz angeboten ohne ein zusätzliches Aufnahmeverfahren zu durchlaufen. Es dient der wissenschaftlichen Vorbildung für den ärztlichen Beruf sowie der Vermittlung der Kompetenzen, die für die selbstständige ärztliche Berufsausübung notwendig sind.

### Psychologie
2016 wurde von der AQ Austria [Agentur für Qualitätssicherung und Akkreditierung Austria] ein weiteres Vollzeitstudium, das Bachelorstudium Psychologie, akkreditiert. 2018 wurde auch das Vollzeit Masterstudium Psychologie akkreditiert.
Das Bachelorstudium Psychologie vereint psychologische und psychosoziale Anwendungsfelder auf Basis einer wissenschaftsgestützten Praxis. Gestützt auf das vermittelte theoretische Wissen werden psychologische Handlungskompetenzen und Schlüsselqualifikationen zur Betreuung von Menschen erarbeitet, die für den späteren Berufsalltag relevant sind.
Das Masterstudium Psychologie baut auf dem Bachelorstudium Psychologie auf. Es vertieft die Kenntnisse und Fertigkeiten in der psychologischen Grundlagenforschung und den Anwendungen der Psychologie. Durch den Erwerb berufsspezifischer Kompetenzen erlernen die Studierenden die fachgerechte Anwendung von psychologischen Erkenntnissen und Methoden bei der Untersuchung, Behandlung, Auslegung, Änderung und Vorhersage des Erlebens und Verhaltens von Menschen und ihrer Lebensbedingungen. Der Schwerpunkt der theoretischen Ausbildung liegt auf der Klinischen Psychologie sowie auf der Arbeits-, Organisations- und Wirtschaftspsychologie.

## Stipendien
Das Sozialstipendium wird an sozial förderwürdige Studierende vergeben. Dieses beträgt bei Studierenden der Medizin 80 % der Studiengebühren und 25 % bei den Studierenden der Psychologie. Die Förderbarkeit ist gegeben, wenn eine Studienbeihilfe bezogen oder eine gewisse Einkommensgrenze nicht überschritten wird.
Durch das Leistungsstipendium werden Studenten gefördert, die eine herausragende Studienleistung erbringen. Hierbei beträgt die Förderhöhe 20 % der Jahresstudiengebühren.